# Лухиња
Лухиња (слч. Luhyňa) насељено је мјесто са административним статусом сеоске општине (слч. obec) у округу Требишов, у Кошичком крају, Словачка Република.

## Становништво
| Година:    | 1994. | 2004.    | 2014. | 2024.   |
| ---------- | ----- | -------- | ----- | ------- |
| Број људи: | 351   | 313      | 313   | 294     |
| Разлика:   |       | -10,82 % | +0 %  | -6,07 % |

| Година:    | 2023. | 2024.   |
| ---------- | ----- | ------- |
| Број људи: | 301   | 294     |
| Разлика:   |       | -2,32 % |

Према подацима о броју становника из 2024. године насеље је имало 294 становника.